# قانون رید
قانون رید ادعایی از دیوید پ. رید است که بیان می‌دارد: مطلوبیت شبکه‌های بزرگ، خصوصاً شبکه‌های اجتماعی، با افزایش اندازهٔ آن می‌تواند به صورت نمایی افزایش یابد.
دلیل این امر آن است که تعداد زیر-گروه‌های ممکن از اعضای گروه برابر است با: 2N-N-1
، که N در این عبارت تعداد اعضای گروه است. این عدد یا سریع‌تراز:
- N، تعداد اعضای گروه، یا
- سریع‌تر از تعداد جفت‌های قابل تشکیل یعنی N(N-1)/2 (که از قانون مِت‌کالف پیروی می‌کند)

رشد می‌کند.
بنابراین حتی اگر مطلوبیتِ گروه‌های موجود که قرار است با هم ادغام شوند، بر مبنای "فرد با گروه" اندک باشد، در نهایت اثر شبکه‌ایِ عضویت بالقوه در گروه می‌تواند بر اقتصاد کلیِ سامانه مسلط شود.

## منشا
مجموعهٔ A شامل N فرد، دارای 2N زیر مجموعه است. به دست آوردن این فرمول کار سختی نیست؛ هریک از زیرمجموعه‌ها را می‌توان با انتخاب کردن یا انتخاب نکردن هریک از N عضو تولید کرد، که به نتیجهٔ فوق می‌رسیم.
هرچند، مجموعهٔ تهی و همچنین مجموعه‌های تک عضوی نیز جزو زیرمجموعه‌ها هستند، که مشخصا زیرگروه نیستند. بنابراین، 2N-N-1 زیرمجموعه باقی می‌ماند که البته همانندِ 2N رشد نمایی دارد.

## نقل قول
از دیوید پ. رید (Harvard Business Review, February 2001, pp 23–4):
حتی قانون مِت‌کالف نیز ارزشی را که شبکه‌های گروه‌ساز به دلیل بزرگ شدنشان تولید می‌کنند، دست کم می‌گیرد. اگر شما تمام گروه‌های بالقوهٔ دو نفره، سه نفره، و الی آخر را در نظر گیرید، تعداد گروه‌های بالقوه، برابر خواهد شد با 2n. بنابراین، ارزش یک شبکهٔ گروه‌ساز، به صورت نمایی متناسب با 2nافزایش می‌یابد. من این را قانون رید می‌نامم. پی‌آمدهای آن بسیار عمیق است.